# Volta-Spannung

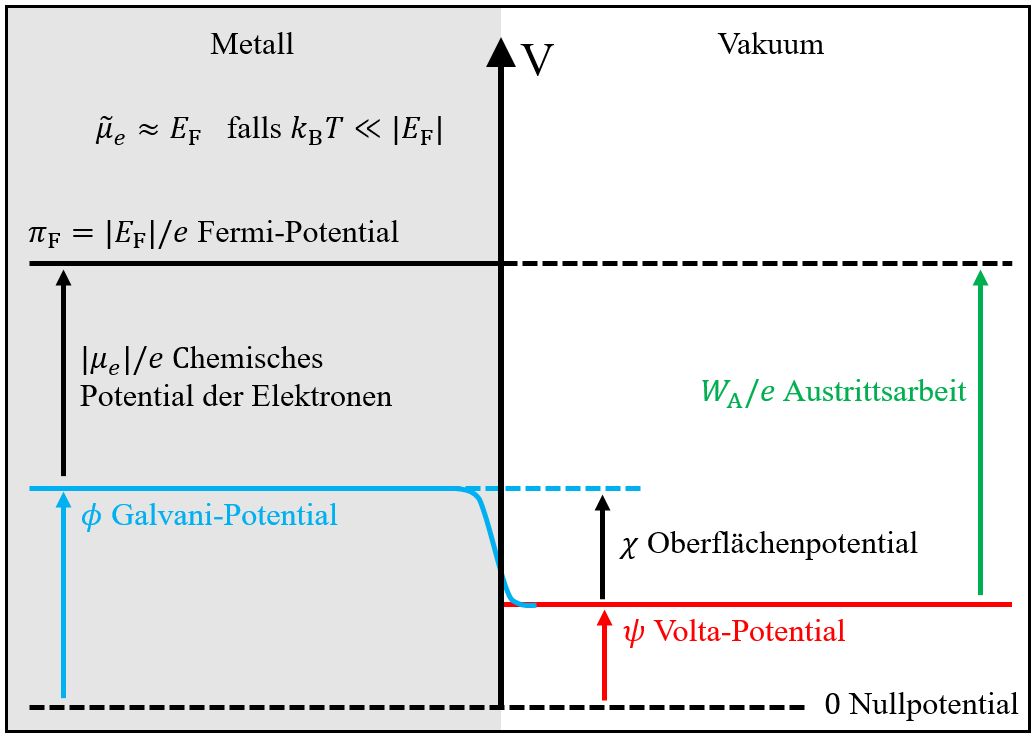
Abb.1 Galvani-Potential, Volta-Potential und Oberflächenpotential am Beispiel eines Metalls mit positiver Überschussladung in der Oberflächenschicht. Volta- und Galvani-Spannung zwischen zwei leitenden Phasen ergeben sich als Differenzen ihrer jeweiligen Potentiale.

In der Elektrochemie versteht man unter der Volta-Spannung {\displaystyle \psi _{\mathrm {V} }^{(\alpha ,\beta )}} (auch äußere Spannung) zwischen zwei leitenden Phasen {\displaystyle (\alpha ,\beta )} die Differenz ihrer äußeren elektrischen Potentiale {\displaystyle \psi ^{(\alpha )}} und {\displaystyle \psi ^{(\beta )}} (auch Volta-Potentiale), die auf die Überschussladungen entgegengesetzten Vorzeichens an den Phasengrenzen zurückzuführen sind:
{\displaystyle \psi _{\mathrm {V} }^{(\alpha ,\beta )}:=\psi ^{(\alpha )}-\psi ^{(\beta )}}
Der Name geht auf den italienischen Naturforscher und Erfinder Alessandro Volta zurück.
Neben der Volta-Spannung treten bei zwei unterschiedlichen sich berührenden leitenden Phasen noch die Galvani-Spannung und Oberflächenpotentiale auf (siehe Abb. 1). Der Zusammenhang zwischen Galvani-Potential {\displaystyle \phi }, Volta-Potential {\displaystyle \psi } und Oberflächenpotential {\displaystyle \chi } ist gegeben durch:
{\displaystyle \phi =\psi +\chi }
Bei Metallen hängt das Oberflächenpotential mit der Austrittsarbeit der Elektronen zusammen, die Volta-Spannung zwischen zwei unterschiedlichen Metallen daher mit der Differenz ihrer Austrittsarbeiten. Ferner lässt sich die Volta-Spannung zwischen zwei Metallen durch die Galvani-Spannung und die Differenz ihrer Oberflächenpotentiale ausdrücken (siehe unten).

## Volta-, Galvani- und Oberflächenpotential einer leitenden Phase

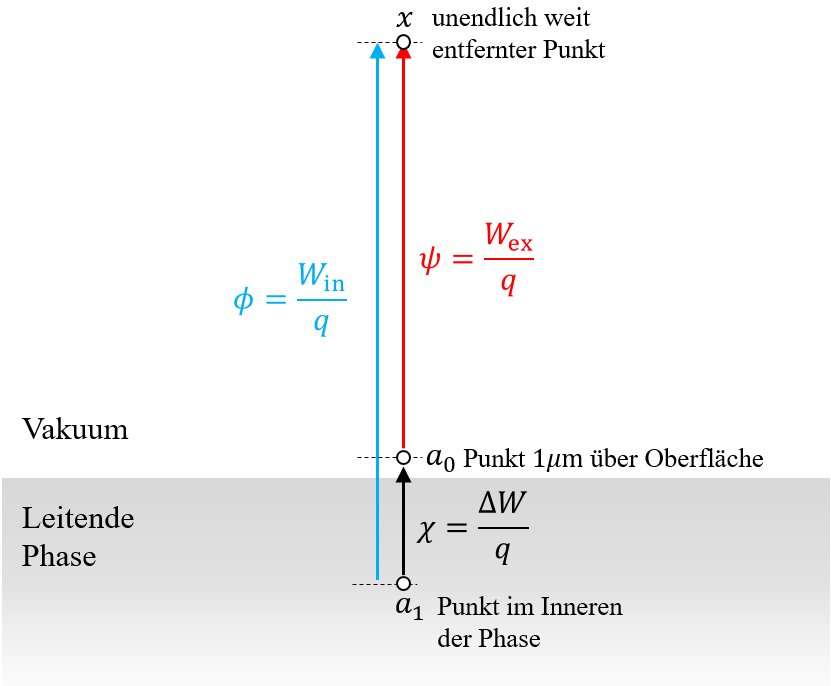
Abb.2 Zusammenhang zwischen Volta-, Galvani- und Oberflächenpotential einer leitenden Phase in Kontakt mit dem Vakuum.

Wenn die leitende Phase (angrenzend an das Vakuum, d. h. an den leeren, ladungsfreien Raum) als Ganzes geladen ist (d. h. Überschussladung in der Oberflächenschicht trägt), dann gibt es im Vakuum nahe der Oberfläche ein elektrostatisches Feld nicht verschwindender Feldstärke und damit auch ein Gefälle des elektrischen Potentials.
Das Volta-Potential {\displaystyle \psi } (auch äußeres Potential) wird definiert als Potentialdifferenz zwischen einem Punkt {\displaystyle a_{0}} im Vakuum direkt über der Oberfläche und einem unendlich weit entfernt gedachten Punkt {\displaystyle x} im Vakuum, wo das elektrische Potential den Wert null hat (siehe Abb. 2), oder äquivalent: Bezeichnet {\displaystyle W_{\mathrm {ex} }} die Arbeit, die man verrichten muss, um eine winzige Testladung {\displaystyle q} aus dem Unendlichen zu einem Punkt direkt über die Oberfläche zu befördern, dann ist das Volta-Potential gegeben durch diese Arbeit bezogen auf diese Testladung, d. h.
{\displaystyle \psi :={\frac {W_{\mathrm {ex} }}{q}}}
Mit direkt über der Oberfläche meint man hier Punkte, die einerseits nah genug an der Oberfläche sind, sodass man die Änderung der Feldstärke zwischen der Oberfläche und solchen Punkten vernachlässigen kann, die andererseits aber auch weit weg genug sind, sodass sekundäre Überlagerungseffekte (u. a. Wechselwirkungen mit Bildladungen) vernachlässigt werden können, die das primäre elektrostatische Feld verzerren würden. Berechnungen zeigen, dass dies für Punkte erfüllt ist, die in etwa einen Abstand von {\displaystyle 1\mu \mathrm {m} } von der Oberfläche haben.
Analog definiert man das Galvani-Potential {\displaystyle \phi } (auch inneres Potential) an einem Punkt {\displaystyle a_{1}} im Inneren der Phase, als Potentialdifferenz zwischen dem Punkt {\displaystyle a_{1}} und dem im Unendlichen gedachten Punkt {\displaystyle x}, oder äquivalent: Bezeichnet {\displaystyle W_{\mathrm {in} }} die Arbeit, die man verrichten muss, um eine winzige Testladung {\displaystyle q} aus dem Unendlichen in das Innere der Phase zu befördern, dann ist das Galvani-Potential gegeben durch diese Arbeit bezogen auf diese Testladung, d. h.
{\displaystyle \phi :={\frac {W_{\mathrm {in} }}{q}}}
Da leitende Phasen im Inneren feldfrei sind, hat das innere Potential überall den gleichen Wert.
Äußeres und inneres Potential unterscheiden sich nur, falls ein Potentialgefälle zwischen dem Inneren und der Oberfläche der Phase besteht. Das elektrische Feld, das diese Potentialdifferenz verursacht, ist dann vollständig in der Oberflächenschicht konzentriert, wo sich eine elektrische Doppelschicht (EDL) infolge einer ungleichmäßigen Ladungsverteilung gebildet hat.
Hat man nun die Testladung aus dem Unendlichen bis direkt über die Oberfläche transportiert und möchte diese weiter durch die Oberfläche ins Innere der leitenden Phase befördern, so ist die dafür erforderliche Arbeit gegeben durch die Differenz {\displaystyle \Delta W=W_{\mathrm {in} }-W_{\mathrm {ex} }}. Daher definiert man ein Oberflächenpotential {\displaystyle \chi } durch
{\displaystyle \chi :={\frac {\Delta W}{q}}=\phi -\psi }
d. h. als Differenz von innerem und äußeren Potential. Umordnen liefert die Beziehung der drei Potentiale:
{\displaystyle \phi =\psi +\chi } {\displaystyle \quad \quad \quad (1)}
Beim Oberflächenpotential {\displaystyle \chi } handelt es sich eigentlich um eine elektrische Spannung, insofern ist die Namensgebung irreführend. Der Term Oberflächenspannung kann allerdings nicht herangezogen werden, da er schon mit einer anderen Bedeutung in völlig anderem Kontext belegt ist; diese ist nicht mit dem Oberflächenpotential zu verwechseln.
Die mit Oberflächenpotential bezeichnete Spannung ist prinzipiell nicht messbar, da sich die beiden definierenden Potentiale (inneres und äußeres Potential) auf unterschiedliche Phasen beziehen; aus demselben Grund (s. u.) ist auch die Galvani-Spannung nicht messbar. Die Volta-Spannung hingegen ist messbar, s. u.

## Theoretische Betrachtungen bei Metallen
Dieser Abschnitt folgt der in der Thermodynamik üblichen Konvention und bezieht die (elektro-)chemischen Potentiale auf die Teilchenzahl anstatt wie in der Chemie üblich auf die Stoffmenge. Beide Konventionen unterscheiden sich nur um einen Faktor, die Avogadro-Konstante.
Ferner werden im Folgenden stets Metalle betrachtet, für die stets angenommen wird:
{\displaystyle k_{\mathrm {B} }\cdot T\ll |E_{\mathrm {F} }|}
mit
- dem Fermi-Niveau {\displaystyle E_{\mathrm {F} }} der Elektronen im Metall
- der Boltzmann-Konstante {\displaystyle k_{\mathrm {B} }}
- der absoluten Temperatur {\displaystyle T}.

Das elektrochemische Potential {\displaystyle {\tilde {\mu }}_{e}} der Elektronen im Metall stimmt dann mit dem Fermi-Niveau überein, d. h.
{\displaystyle {\tilde {\mu }}_{e}\approx E_{\mathrm {F} }}
Dies ist z. B. bei üblichen Raumtemperaturen erfüllt.

### Elektrochemisches Potential und Fermi-Energie

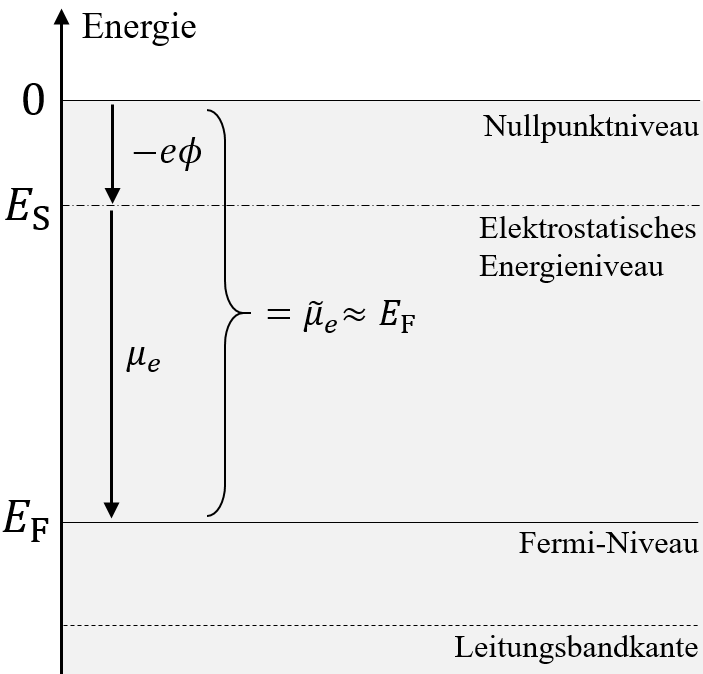
Abb.3 Das Energiediagramm zeigt die Zerlegung des elektrochemischen Potentials in sein chemisches und sein elektrisches Glied. Bei niedrigen Temperaturen, d. h., gilt.

Das elektrochemische Potential kann zerlegt werden in ein chemisches und ein elektrisches Glied:
{\displaystyle {\tilde {\mu }}_{e}=\mu _{e}-e\cdot \phi \quad \quad \quad (2)}
mit
- dem chemischen Potential {\displaystyle \mu _{e}} der Elektronen im Metall
- der Elementarladung {\displaystyle e}
- dem inneren Potential {\displaystyle \phi } des Metalls (siehe Abb. 3).

Das chemische Potential {\displaystyle \mu _{e}} ist die chemische Bindungsenergie, die ein Elektron auf dem Fermi-Niveau bindet, während der Ausdruck {\displaystyle E_{\mathrm {S} }=-e\cdot \phi } die elektrostatische Bindungsenergie der Elektronen im Metall darstellt. Somit gilt unter obigen Voraussetzungen:
{\displaystyle E_{\mathrm {F} }\approx \mu _{e}+E_{\mathrm {S} }}

### Austrittsarbeit und Oberflächenpotential

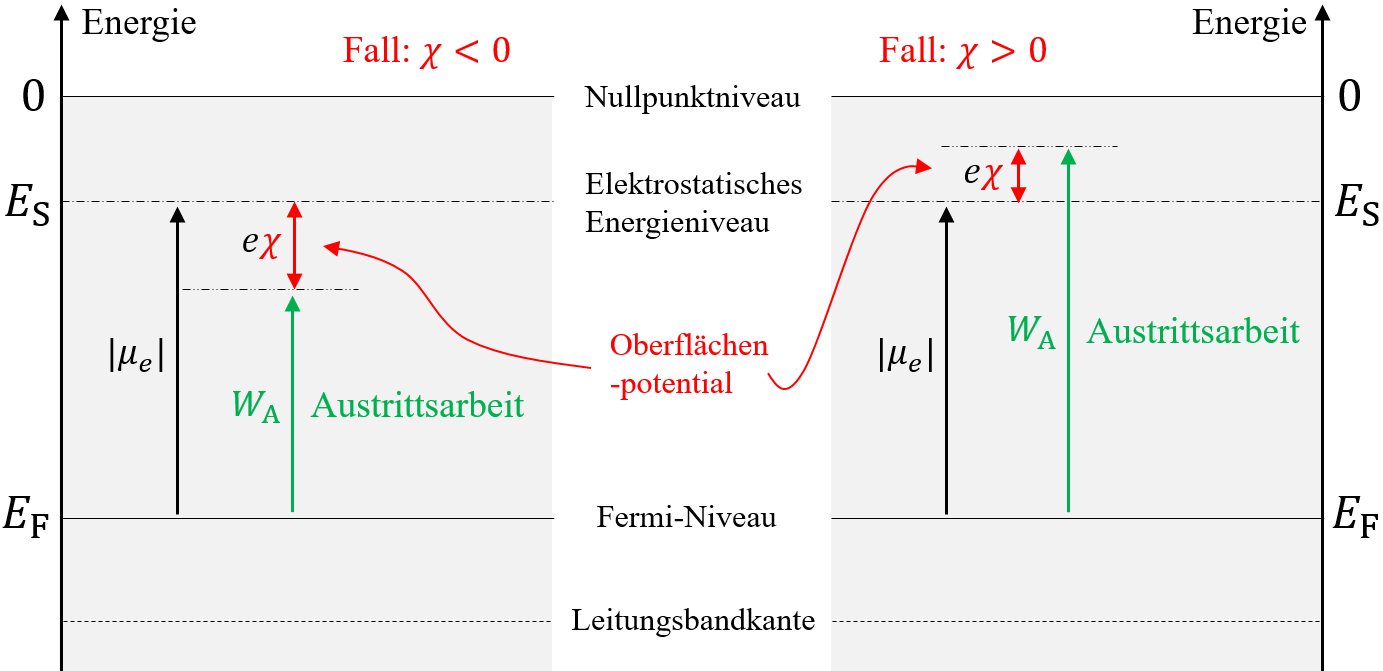
Abb.4 Die Diagramme zeigen den Einfluss des Oberflächenpotentials auf die Austrittsarbeit für dasselbe Stück Metall. Links wirkt das in der Oberfläche konzentrierte elektrische Feld der chemischen Bindung entgegen, sodass die Austrittsarbeit reduziert wird, rechts ist es umgekehrt.

Bei Zweiphasensystemen vom Typ Leiter-Isolator und Leiter-Vakuum gibt es keinen stetigen Austausch von freien Elektronen zwischen den Phasen und ebenso wenig ein elektrochemisches Gleichgewicht. Aus diesem Grund ist die Arbeit, die nötig ist, um eine Elektron von einer in die andere Phase zu befördern, von null verschieden.
Die Arbeit, die nötig ist, um ein Elektron aus einem Metall ins Vakuum {\displaystyle (0)} zu befördern, nennt man Austrittsarbeit. Hierbei soll wieder angenommen werden, dass der Endpunkt des Transportvorgangs ein Punkt im Vakuum direkt über der Oberfläche ist und dass das Elektron dort eine Geschwindigkeit von nahezu null hat, sodass die kinetische Energie vernachlässigbar ist. Die Austrittsarbeit {\displaystyle W_{\mathrm {A} }} lässt sich dann als elektrochemische Potentialdifferenz ausdrücken:
{\displaystyle W_{\mathrm {A} }={\tilde {\mu }}_{e}^{(0)}-{\tilde {\mu }}_{e}}
Für freie Elektronen im Vakuum, wo diese keinerlei chemische Wechselwirkungen mit einem anderen Medium haben, verschwindet das chemische Potential der Elektronen:
{\displaystyle \mu _{e}^{(0)}=0}.
Das elektrochemische Elektronenpotential im Vakuum direkt über der Oberfläche ist dann gegeben durch:
{\displaystyle \Rightarrow {\tilde {\mu }}_{e}^{(0)}=-e\cdot \psi }
und im Metall durch {\displaystyle {\tilde {\mu }}_{e}=\mu _{e}-e\cdot \phi }, so dass sich für die Austrittsarbeit ergibt:
{\displaystyle {\begin{aligned}W_{\mathrm {A} }&={\tilde {\mu }}_{e}^{(0)}-{\tilde {\mu }}_{e}\\&=-e\cdot \psi -(\mu _{e}-e\cdot \phi )\\&=-\mu _{e}+e\cdot \chi \quad \quad \quad (3)\end{aligned}}}
Das chemische Elektronenpotential ist für alle Metalle stets negativ (d. h. {\displaystyle \mu _{e}<0\Leftrightarrow -\mu _{e}>0}), da Elektronen sonst ein Bestreben hätten, von alleine aus dem Metall ins Vakuum zu verdampfen.
Der zweite Term kann je nach Vorzeichen des Oberflächenpotentials {\displaystyle \chi } negativ, Null oder positiv sein:
- Wenn das Oberflächenpotential {\displaystyle \chi } des Metalls verschwindet, z. B. bei ungeladenen Metallen im feldfreien Vakuum, dann ist {\displaystyle W_{\mathrm {A} }=|\mu _{e}|}, sodass nur die chemische Bindungsenergie aufgebracht werden muss, um ein Elektron aus dem Metall zu lösen.
- Andernfalls wird die Austrittsarbeit (siehe Abb. 4):
  - vermindert, wenn das Oberflächenpotential negativ ist, bzw.
  - erhöht, wenn das Oberflächenpotential positiv ist.

Letztere Situation tritt beispielsweise bei zwei unterschiedlichen Metallen im Vakuum auf, die man vorher so präpariert hat, dass ein elektrochemisches Gleichgewicht zwischen ihnen besteht. Da dem einen Metall dann Elektronen fehlen, hat es eine positive Überschussladung, das andere eine negative. Folglich haben die in den Oberflächenschichten der beiden Metalle konzentrierten elektrischen Felder einander entgegengerichtete Feldstärkevektoren, sodass die Oberflächenpotentiale entgegengesetzte Vorzeichen tragen.
Allgemein ist die Austrittsarbeit über {\displaystyle (3)} unabhängig davon definiert, ob das Metall Überschussladung trägt oder nicht; das Oberflächenpotential berücksichtigt genau diese Tatsache. Viele Autoren beziehen sich mit Austrittsarbeit jedoch ausschließlich auf ungeladene Metalle im feldfreien Vakuum, d. h. sie meinen mit Austrittsarbeit nur die chemische Bindungsenergie {\displaystyle W_{\mathrm {A} }=|\mu _{e}|}.

### Volta- und Galvani-Spannung

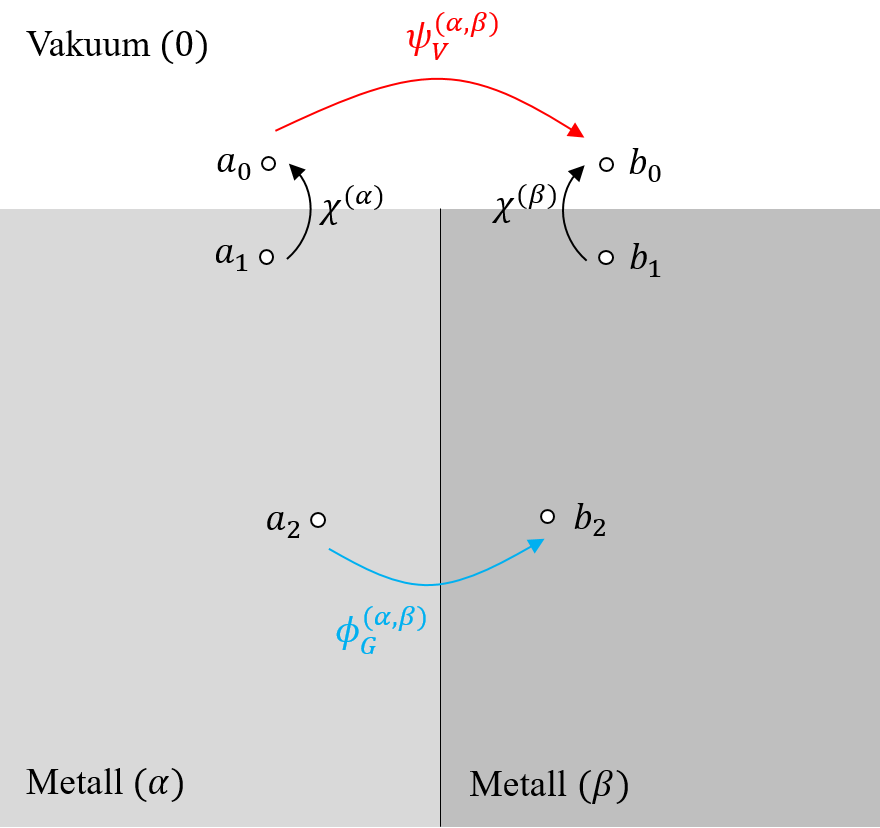
Abb.5 Zusammenhang zwischen Oberflächenpotentialen, Volta- und Galvani-Spannung. Man beachte, dass im elektrochemischen Gleichgewicht das Galvani-Potential innerhalb eines Leiters überall den gleichen Wert hat.

Bringt man zwei im Vakuum befindliche unterschiedliche Metalle {\displaystyle (\alpha )} und {\displaystyle (\beta )} in direkten Kontakt miteinander, so fließen solange Elektronen von einem ins andere Metall, bis sich ein elektrochemisches Gleichgewicht eingestellt hat. Die dabei entstandene Differenz der Volta-Potentiale zwischen zwei Punkten {\displaystyle a_{0}} und {\displaystyle b_{0}} direkt über der Oberflläche nennt man Volta-Spannung (auch äußere Spannung) des Leiterpaares {\displaystyle (\alpha ,\beta )}
{\displaystyle \psi _{\mathrm {V} }^{(\alpha ,\beta )}:=\psi ^{(\alpha )}-\psi ^{(\beta )}}
Die entstandene Differenz der Galvani-Potentiale heißt Galvani-Spannung (auch innere Spannung) des Leiterpaares {\displaystyle (\alpha ,\beta )}
{\displaystyle \phi _{\mathrm {G} }^{(\alpha ,\beta )}:=\phi ^{(\alpha )}-\phi ^{(\beta )}}
Ferner haben sich bei den Metallen die Oberflächenpotentiale {\displaystyle \chi ^{(\alpha )}} bzw. {\displaystyle \chi ^{(\beta )}} ausgebildet. Berücksichtigt man, dass elektrische Potentialdifferenzen zwischen zwei Punkten unabhängig vom gewählten Weg zwischen diesen beiden Punkten sind, dann ergibt sich unter Verwendung von {\displaystyle (1)} die folgende Beziehung (siehe Abb. 5):
{\displaystyle {\begin{aligned}\psi _{\mathrm {V} }^{(\alpha ,\beta )}&=\phi _{\mathrm {G} }^{(\alpha ,\beta )}+\chi ^{(\beta )}-\chi ^{(\alpha )}\\\Leftrightarrow \phi _{\mathrm {G} }^{(\alpha ,\beta )}&=\psi _{\mathrm {V} }^{(\alpha ,\beta )}+\left(\chi ^{(\alpha )}-\chi ^{(\beta )}\right)\end{aligned}}\quad \quad \quad (4)}
Einzelne Galvani-Spannungen lassen sich prinzipiell nicht feststellen, weil die inneren Potentiale sich auf unterschiedliche Phasen beziehen; es lassen sich allenfalls Summen von Galvani-Spannungen messen. Im Gegensatz zu Galvanischen Zellen addieren sich Galvani-Spannungen bei Metallen in einem Leiterkreis jedoch stets zu null (vgl. Beispiele Kontaktspannung und Elektrodenpotentiale).

### Austrittsarbeit und Volta-Spannung
Wenn zwei im Vakuum befindliche unterschiedliche Metalle {\displaystyle (\alpha )} und {\displaystyle (\beta )} miteinander im elektrochemischen Gleichgewicht stehen, dann folgt mit {\displaystyle (2)} aus {\displaystyle {\tilde {\mu }}_{e}^{(\alpha )}={\tilde {\mu }}_{e}^{(\beta )}}:
{\displaystyle \mu _{e}^{(\alpha )}-\mu _{e}^{(\beta )}=e\cdot \phi _{\mathrm {G} }^{(\alpha ,\beta )}}
und weiter mit {\displaystyle (1)}, {\displaystyle (3)} und {\displaystyle (4)} für die Differenz der Austrittsarbeiten beider Metalle:
{\displaystyle W_{A}^{(\alpha )}-W_{A}^{(\beta )}=-e\cdot \psi _{\mathrm {V} }^{(\alpha ,\beta )}\quad \quad \quad (5)}
Kennt man also die Austrittsabeiten der Elektronen für zwei Metalle, so kann man vermöge {\displaystyle (5)} die Volta-Spannung zwischen ihnen berechnen. Kennt man umgekehrt die Austrittsarbeit eines Referenzmetalls, so kann man die Austrittsarbeit eines anderen Metalls bestimmen, indem man die Volta-Spannung gegenüber dem Referenzmetall misst.
Einige Autoren bezeichnen die hier auftretende Volta-Spannung als Kontaktspannung, andere reservieren den Begriff ausschließlich für die Galvani-Spannung zwischen Metallen. Bei den Begriffen Volta- und Galvani-Spannung hingegen gibt es keine Uneindeutigkeit, daher sollte der Begriff Kontaktspannung besser ganz vermieden oder dazu gesagt werden, welches Phänomen gemeint ist.

## Messung
Für zwei unterschiedliche im Vakuum befindliche Metalle {\displaystyle (\alpha )} und {\displaystyle (\beta )}, die im elektrochemischen Gleichgewicht stehen, ist die Volta-Spannung {\displaystyle \psi _{\mathrm {V} }^{(\alpha ,\beta )}=\psi ^{(\alpha )}-\psi ^{(\beta )}} messbar, da sich die Volta-Potentiale {\displaystyle \psi ^{(\alpha )}} und {\displaystyle \psi ^{(\beta )}} auf Punkte in derselben Phase (dem Vakuum) beziehen. Dafür gibt es mehrere Möglichkeiten:
- Die Metalle sollen sich zunächst nicht berühren; das elektrochemische Gleichgewicht sei kontaktlos hergestellt worden (z. B. durch Erhitzen und Photoemission). Man kann die beiden Metalle als Platten eines geladenen Kondensators auffassen, z. B. mit positiver Überschussladung {\displaystyle Q} auf dem Metall {\displaystyle (\alpha )} und entgegengesetzt gleich großer Ladung {\displaystyle -Q} auf dem Metall {\displaystyle (\beta )}. Der Zusammenhang zwischen Überschussladung und Volta-Spannung ist dann gegeben durch:

{\displaystyle Q=C\cdot \psi _{\mathrm {V} }^{(\alpha ,\beta )}}
Damit lässt sich die Volta-Spannung wie folgt bestimmen: Aus den Abmessungen und dem Abstand der Platten erhält man die Kapazität {\displaystyle C}. Man entlädt nun den Kondensator über eine leitende Verbindung (das kann im einfachsten Fall ein Draht sein, mit dem man die Platten verbindet) und misst dabei den Strom gegen die Zeit (Entladekurve). Aus der Entladekurve liest man den Anfangsstrom {\displaystyle I_{0}} zum Zeitpunkt {\displaystyle t=0} und die Halbwertszeit {\displaystyle t_{\text{1/2}}} ab. Über die Beziehung {\displaystyle t_{\text{1/2}}=RC\cdot \ln(2)} erhält man den Widerstandswert {\displaystyle R} der die beiden Platten verbindenden Leiter. Mit {\displaystyle I_{0}=Q/RC} und obiger Formel ergibt sich dann die Volta-Spannung zu
{\displaystyle \psi _{\mathrm {V} }^{(\alpha ,\beta )}=I_{0}\cdot R}
- Alternativ kann man die Volta-Spannung zwischen den Metallen mit {\displaystyle (5)} berechnen:

{\displaystyle \psi _{\mathrm {V} }^{(\alpha ,\beta )}=-{\frac {e}{W_{A}^{(\alpha )}-W_{A}^{(\beta )}}}}
Dazu nutzt man den photoelektrischen Effekt, um vorher die Austrittsarbeiten der Metalle zu bestimmen, etwa durch Beschuss der Metalle mit hinreichend energetischem Licht und anschließender Messung der kinetischen Energie der freigesetzten Elektronen. Die Austrittsarbeiten kann man unabhängig für jedes Metall einzeln bestimmen, insbesondere müssen die Metalle nicht im elektrochemischen Gleichgewicht stehen.